# دانگ (موسیقی)
دانگ یا چارگان یا ذوالاَربَع یا تتراکُرد (به انگلیسی: tetrachord) مجموعهٔ چهار نت (موسیقی) متوالی است که حاصل جمع سه فاصلهٔ میان آن‌ها برابر با یک چهارم درست (پنج نیم‌پرده) باشد؛ مثلاً چهار نت متوالی: دو، ر، می، فا یا سل، لا، سی دو هر کدام یک دانگ هستند و از همین رو گامی به اندازه یک اکتاو تقریباً معادل دو دانگ است.